# Elena Nicolai
Elena Nicolai, właśc. Stojanka Sawowa Nikołowa (ur. 24 stycznia 1905 w Cerowie, zm. 23 października 1993 w Mediolanie) – śpiewaczka (mezzosopran) pochodzenia bułgarskiego, obywatelka włoska.

## Życiorys
Urodziła się jako Stojanka Sawowa Nikołowa. Dzieciństwo spędziła w Panagjuriszte. Uczyła się w amerykańskiej szkole w Samokowie. Pod kierunkiem Iwana Wulpe przygotowywała się egzaminu wstępnego do Konserwatorium Sofijskiego. Egzamin oblała, a komisja uznała ją za osobę niemuzykalną. Niezrażona niepowodzeniem Stojanka wyjechała do Genui, a następnie do Mediolanu, gdzie kształciła swój głos w Akademii Muzycznej Giuseppe Verdiego. W 1932 zadebiutowała na scenie operowej w roli Maddaleny w operze Rigoletto Verdiego. Przez dwadzieścia sezonów występowała na scenie mediolańskiej La Scali. W 1963 zrezygnowała z kariery śpiewaczki operowej i zaczęła występować w filmie. Zadebiutowała jako pani Bausetti w filmie Vittoria de Siki Il boom. W latach 1963–1968 wystąpiła w siedmiu filmach fabularnych.
Kilka ról operowych Eleny Nicolai zostało utrwalone na płytach gramofonowych. W 1949 nakładem wydawnictwa Colloseum ukazało się nagranie opery Adriana Lecouvreur Francesco Cilei, w której Elena Nicolai wystąpiła w roli księżnej di Bouillon. Nagrań płytowych doczekały się także inne role Eleny Nicolai: Santuzzy w Rycerskości wieśniaczej, Wielkiej Westalki w operze Westalka i Preziosilli w Mocy przeznaczenia.

## Filmografia
- 1963: Il boom jako pani Bausetti
- 1964: Moja żona
- 1964: Sedotti e bidonati jako ciotka Mii i Pii
- 1965: Gli amanti latini
- 1966: I nostri mariti jako teściowa Lo Verso
- 1967: Quando dico che ti amo jako matka Sandry
- 1968: Lekarz kasy chorych